# Hemiargus asteniades
Hemiargus asteniades är en fjärilsart som beskrevs av Lucas 1857. Hemiargus asteniades ingår i släktet Hemiargus och familjen juvelvingar. Inga underarter finns listade i Catalogue of Life.